# Remedios (Antioquia)
Remedios es un municipio de Colombia, localizado en la subregión nordeste del departamento de Antioquia. Limita por el norte con el municipio de Segovia, por el este con el departamento de Bolívar y el municipio de Yondó, por el sur con los municipios de Yondó, Puerto Berrío, Yolombó y Yalí, y por el oeste con los municipios de Vegachí y Amalfi.

## Generalidades
- Fundación: El 15 de diciembre de 1560
- Erección en municipio: 1840
- Fundador: Francisco Martínez de Ospina, conquistador español
- Apelativo: Pueblo antiguo con deseos de progreso.

Principales corrientes de agua:
El Ité, San Bartolomé, El Mata, El Bagre y El Pocuné.

## División Político-Administrativa
Además de su Cabecera municipal. Remedios tiene bajo su jurisdicción los siguientes corregimientos (de acuerdo a la Gerencia departamental):
- Carrizal
- Las Cruzadas
- Santa Isabel

## Demografía
Población Total: 28.415 (2018)
- Población Urbana: 11 632
- Población Rural: 16 783

Alfabetismo: 80.2% (2005)
- Zona urbana: 84.7%
- Zona rural: 77.2%

### Etnografía
Según las cifras presentadas por el DANE del censo 2005, la composición etnográfica del municipio es: 
- Mestizos & blancos (78,4%)
- Afrocolombianos (21,4%)
- Indígena (0,2%)

## Economía
- Minería: Oro y Plata
- Agricultura: Yuca, Plátano, Fríjol, Frutales
- Ganadería: Vacuna, de Leche y de Levante
- Carne, Leche y Queso
- Madera.

Para el municipio de Remedios, la producción minera representa el renglón económico más importante en materia de recaudo fiscal. Sin embargo, no para el total de la población, especialmente para los habitantes de la zona rural, que son la mayoría y en cierta medida para los que habitan la cabecera municipal, no representa ninguna posibilidad en materia laboral y de ingresos, no debido a los costos de producción de la extracción del mineral de veta (en socavones) que es el tipo de minería que en los momentos actuales se practica en el Municipio,sino debido a que la minería de aluvión (en el lecho de los ríos) se ha venido a menos en los últimos años, ni a los costos que implica la compra de medios de producción como bateas, dragas, o retro excavadoras sino por políticas que favorecen a los grandes productores dejando inconsistencia de políticas que entren en contexto con la realidad cultural con sus necesidades de orden sociales para favorecer el ejercicio de la actividad minera de manera regulada por parte del pequeño minero desfavorecido . 
- Minería de veta

Es aquella en la que se busca extraer el oro en estado granular de los túneles y socavones y a veces a cielo abierto en los taludes de las montañas.
- Minería de aluvión

Tipo de extracción aurífera realizada en los lechos de ríos y quebradas mediante la cual se extraen las partículas de oro que arrastran las aguas.

### Ganadería
Las condiciones naturales de la región han determinado el desarrollo de la ganadería extensiva y por lo tanto se constituye en el mayor renglón de producción.
Se destaca que de las 69 veredas del Municipio, la mayoría tiene como actividad predominante la ganadería esencialmente productora de carne. El tipo predominante es el denominado integral de carne. 
Por lo general, las fincas pequeñas se dedican a la actividad de cría. Igualmente, en las fincas medianas se da la cría y algunas veces el levante, pero mantienen un pequeño núcleo de animales en engorde. Las fincas de grandes extensiones tienen actividades de cría y levante pero principalmente ceban.
El municipio de Remedios cuenta en 2006 con un número aproximado de 43.943 cabezas; la vereda con más cabezas de ganado es Playa Linda el Pollo con 3391, seguida por la vereda El Costeñal, con 3000, La Sonadora con 2266, El Cabuyal 1693, Chorro de Lágrimas con 1689, El Recreo, Río Negrito y El Popero con 1500, San Mateo con 1388, Belén, Gorgona I, el Puna y la Cruz con 1200. La vereda que menos cabezas de ganado tiene es Altos de Manila con 33. Es de anotar que algunas veredas no pasaron información al respecto; sin embargo el dato total se acerca a la realidad en materia pecuaria.
Se aprecia que la actividad principal es la ganadería que en área de producción representa el 98%, el tipo de explotación predominante es el denominado integral de carne.

### Agricultura
Un alto porcentaje del total de la población del Municipio de Remedios se encuentra asentada en la zona rural; por lo tanto, es de trascendental importancia el estudio relacionado con las actividades económicas y el empleo al que se dedican los habitantes de esa zona del Municipio.
De las 69 veredas, la mayoría presenta profundos problemas en materia de empleo. La escasa producción agrícola, se destina básicamente para el consumo familiar. De las 69 veredas, 55 producen para autoconsumo, 14 comercializan un bajo porcentaje de lo producido. Comercializan las siguientes veredas: Vereda Oca el 25%, la brava, la Balastrera, el Retiro 50%, Belén el 40%, Maní comercializa maíz, las Palomas, Chorro Lindo el 8%, vereda de Tías el 10%, el Piñal, la Argentina, el Carmen 30%, Playa Linda y el Pollo. 
De las aproximadas 12.583 personas que habitan la zona rural, 8584 forman parte de la comunidad económicamente activa y de ellas 4.092, el 47.6%, forman parte de las personas que trabajan por su cuenta o lo hacen sin remuneración, lo que tipifica a Remedios como una población de pequeños propietarios. El resto de la comunidad campesina, es decir, las 4492 personas restantes, dedican sus actividades económicas a la agricultura, ganadería, minería y extracción de madera como asalariados. 
La producción agrícola, se encuentra dispersa a través de las diferentes veredas. No existe una concentración productiva que identifique alguna región.
El nivel tecnológico es el tradicional, es decir, no existe explotación agrícola de tipo mecanizado, es un sistema marcado por la alta utilización de la fuerza de trabajo humano, con elementos de trabajo simple (azadón, machete, hacha, recatón, carreta etc.)
El desarrollo de la agricultura como actividad productiva ha perdido importancia en la medida que se incorporan las tierras a la actividad ganadera o se presentan flujos migratorios de las fuerzas de trabajo.
De otro lado, la producción de cultivos tradicionales como el maíz, el plátano y la yuca ha disminuido notoriamente convirtiéndose prácticamente en productos de abastecimiento local y de autoconsumo, además de poca comercialización de excedentes.

## Gastronomía
Platos típicos de la cocina antioqueña como fríjoles con garra, mondongo antioqueño, o sancocho antioqueño de las tres carnes (cerdo, res y pollo). 
Se puede encontrar una amplia variedad gastronómica caracterizada por el uso de productos a base de maíz, que tienen una gran importancia en la dieta local. Entre ellos destacan la arepa blanca y la arepa amarilla de choclo. También son tradicionales los dulces de guayaba y las preparaciones con vísceras de res y cerdo, conocidas popularmente como fritanga, que se venden en pequeños puestos callejeros y forman parte de la identidad culinaria del municipio.
Debido a su relativa cercanía a la región Caribe, es común el consumo de diversas especies de pescado, preparados fritos o en sudados. La actividad ganadera de la zona también aporta una notable variedad de cortes de carne, utilizados tanto en restaurantes como en hogares, entre los cuales se encuentran el “tres telas”, la “tabla” y el “solomo”. Una de las preparaciones más representativas es la carne frita acompañada de arepa.

## Sitios de interés y patrimonio histórico y natural
- Parque Principal La Libertad
- Iglesia parroquial Nuestra Señora de los Remedios
- Otú, sitio recomendado para los que gozan de balnearios naturales
- La Planta, para observar generación de energía
- Minas La Palmichala - La Yurani (urbanas); minas rurales
- Aeropuerto Alberto Jaramillo Sánchez.
- Finca del desmovilizado jefe de las Auc Macaco, de más de 800 hectáreas, parte de su territorio se extiende hasta Vegachí